# Estació de l'Aldea - Amposta - Tortosa
L'Aldea - Amposta - Tortosa (segons Adif) o l'Aldea - Amposta (segons Renfe) és una estació de ferrocarril propietat d'adif situada al nord de la població de l'Aldea a la comarca del Baix Ebre. L'estació es troba a la línia Tarragona - Tortosa/Ulldecona i hi tenen parada trens de la línia R16 dels serveis regionals de Rodalies de Catalunya, operats per Renfe Operadora, i trens de llarga distància.
Aquesta estació de la línia de Tortosa, tram inclòs al Corredor Mediterrani, va entrar en servei l'any 1995, amb la inauguració de la variant de l'Ebre, però l'antiga estació es va posar en funcionament el 1865 quan va entrar en servei el tram construït per la Companyia Ferroviària d'Almansa a València i Tarragona (AVT) entre Tarragona i l'Aldea.
L'any 2016 va registrar l'entrada de 243.000 passatgers.

## Línia
- Línia 600 (Sant Vicenç de Calders - L'Aldea-Amposta-Tortosa - València/Tortosa)

## Serveis ferroviaris
| Procedència/Destinació                     | <                  | Línia     | >                                           | Procedència/Destinació      |
| ------------------------------------------ | ------------------ | --------- | ------------------------------------------- | --------------------------- |
| Serveis regionals de Rodalies de Catalunya |                    |           |                                             |                             |
| Tortosa Vinaròs València-Nord              | Camp-redó Tortosa¹ |           | Camarles - Deltebre L'Ampolla - el Perelló² | Barcelona-Estació de França |
| Tortosa                                    | Tortosa            | Avant     | Cambrils                                    | Barcelona-Sants             |
| València-Nord                              | Ulldecona-Alcanar  |           | Tortosa                                     | Tortosa                     |
| Llarg Recorregut de Renfe                  |                    |           |                                             |                             |
| València-Nord Alacant-Terminal             | Vinaròs            | Intercity | Cambrils                                    | Barcelona-Sants             |
| Múrcia del Carmen                          | Vinaròs            | Intercity | Cambrils                                    | Barcelona-Sants             |
| Cartagena                                  | Vinaròs            | Intercity | Cambrils                                    | Barcelona-Sants             |
| Lorca-Sutullena                            | Vinaròs            | Intercity | Cambrils                                    | Barcelona-Sants             |
| Sevilla-Santa Justa                        | Vinaròs            | Intercity | Cambrils                                    | Barcelona-Estació de França |

1. Alguns regionals de la R16 no efectuen parada a Camp-redó sent la següent o anterior Tortosa.
2. Alguns regionals de la R16 no efectuen parada a Camarles-Deltebre sent la següent o anterior L'Ampolla-El Perelló.

## Galeria d'imatges

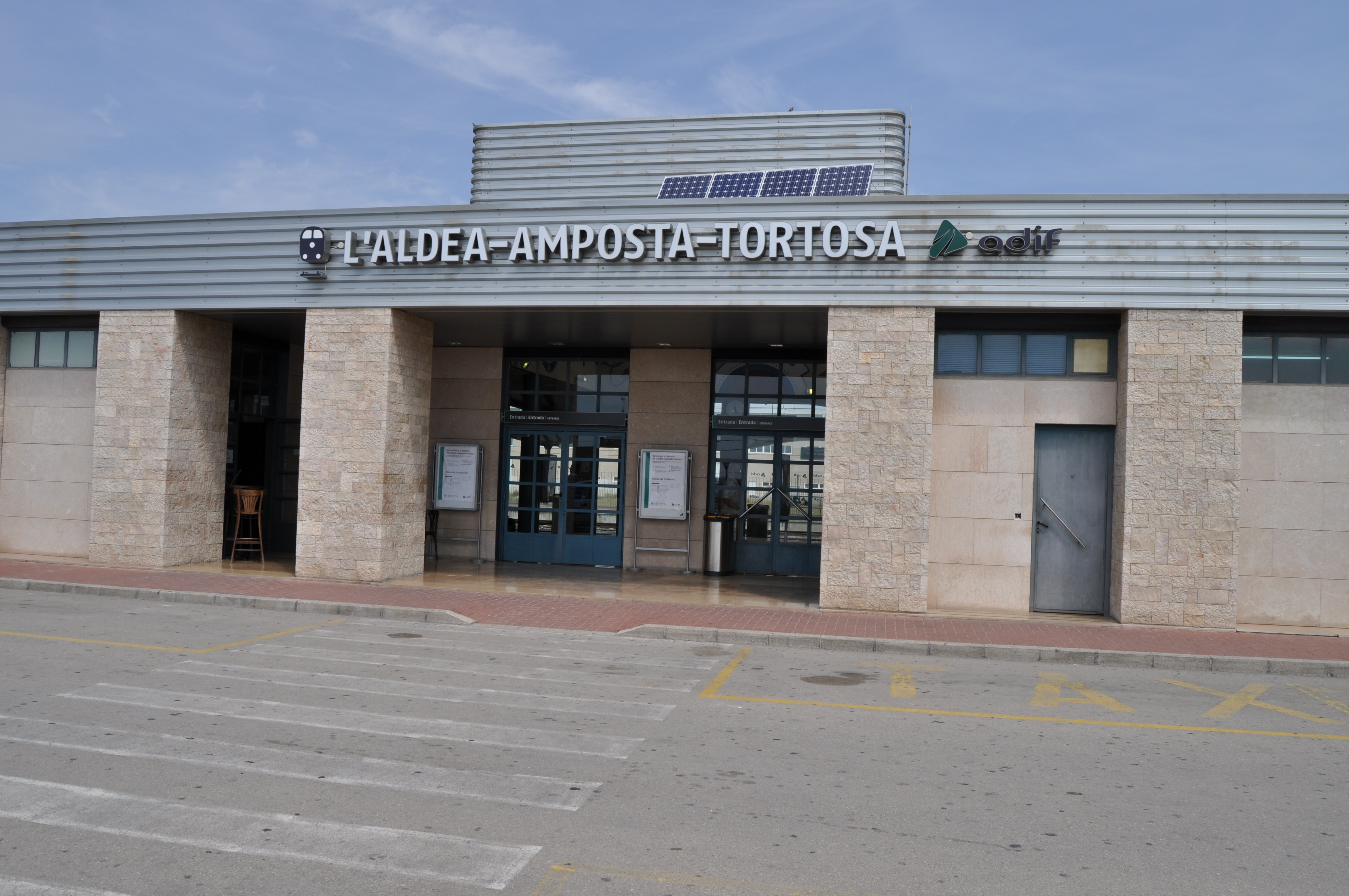
Entrada a l'estació
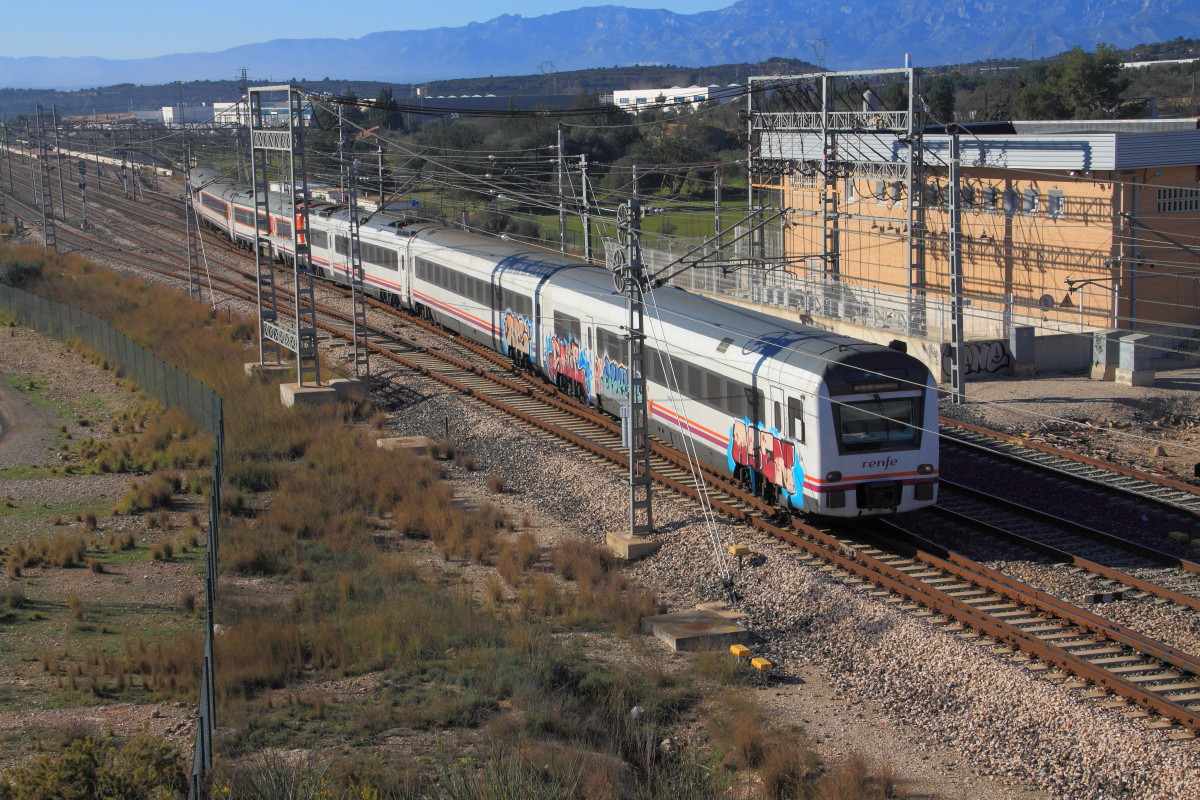
Unitat 448 en servei R16 des de Tortosa cap a Barcelona
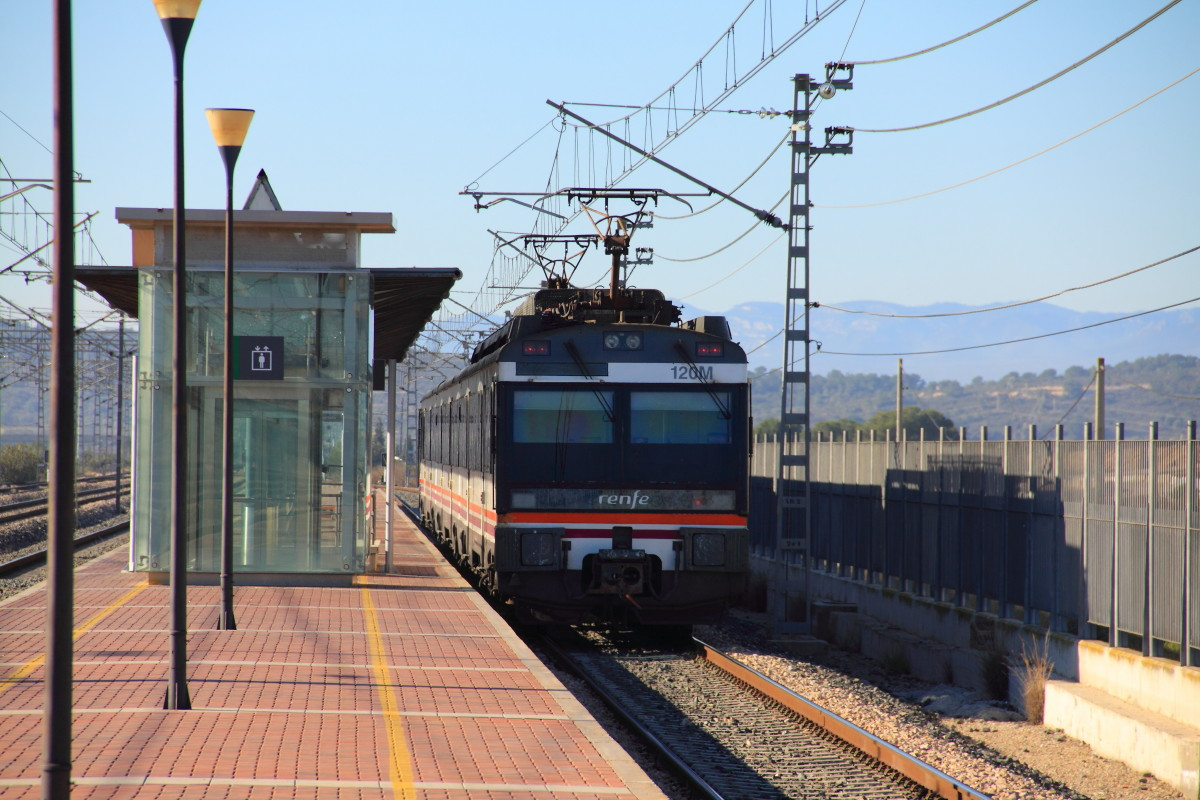
Unitat 470 en servei regional direcció València
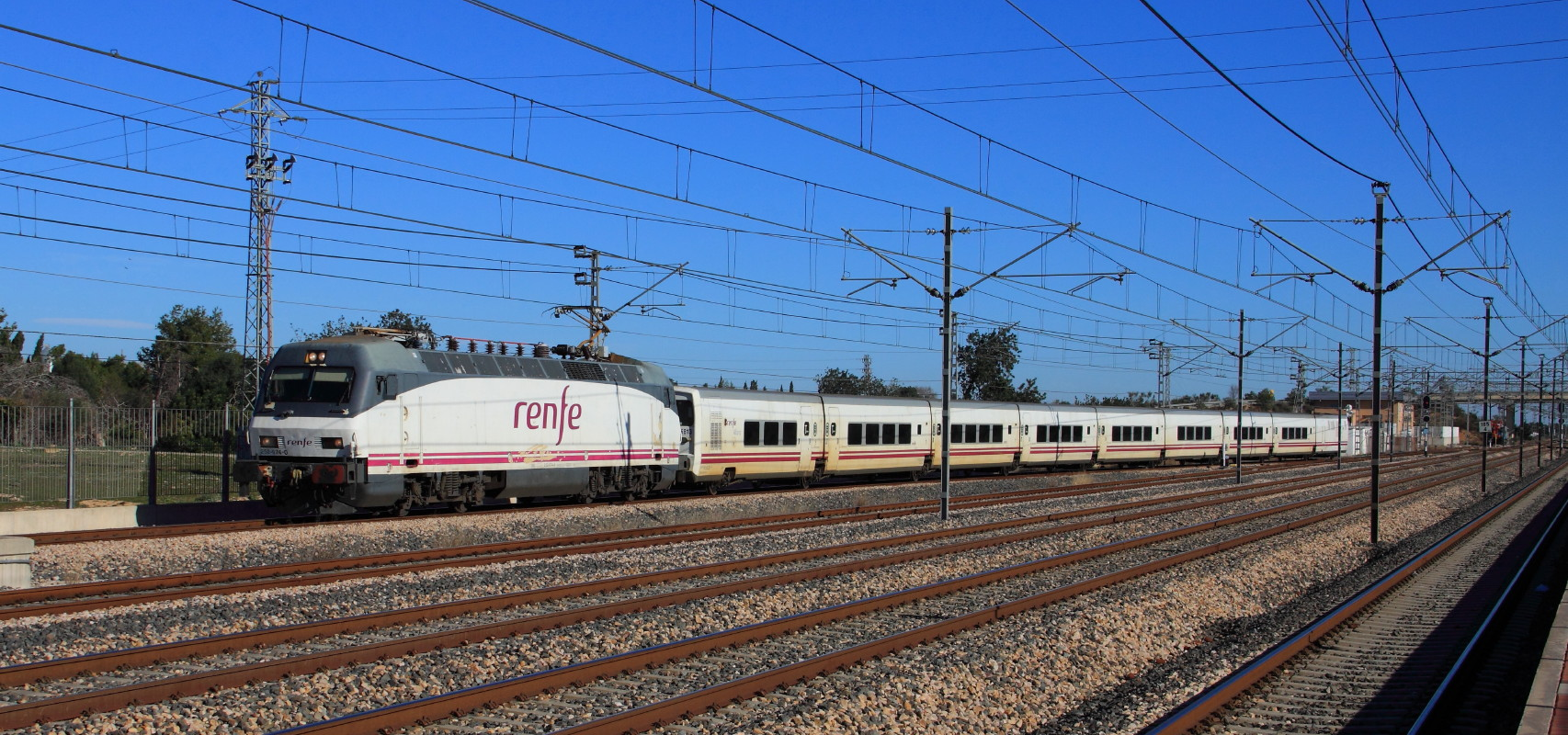
Tren Talgo en servei Intercity destinació Alacant